# Хаппо

40°22′10″ пн. ш. 140°1′3″ сх. д. / 40.36944° пн. ш. 140.01750° сх. д.
Хаппо́ (яп. 八峰町, はっぽうちょう, МФА: [hap̚.poː t͡ɕoː]) — містечко в Японії, в повіті Ямамото префектури Акіта. Станом на 1 жовтня 2007 площа містечка становила 234,19 км². Станом на 1 липня 2008 населення містечка становило 8470 осіб.